# Cort McCown

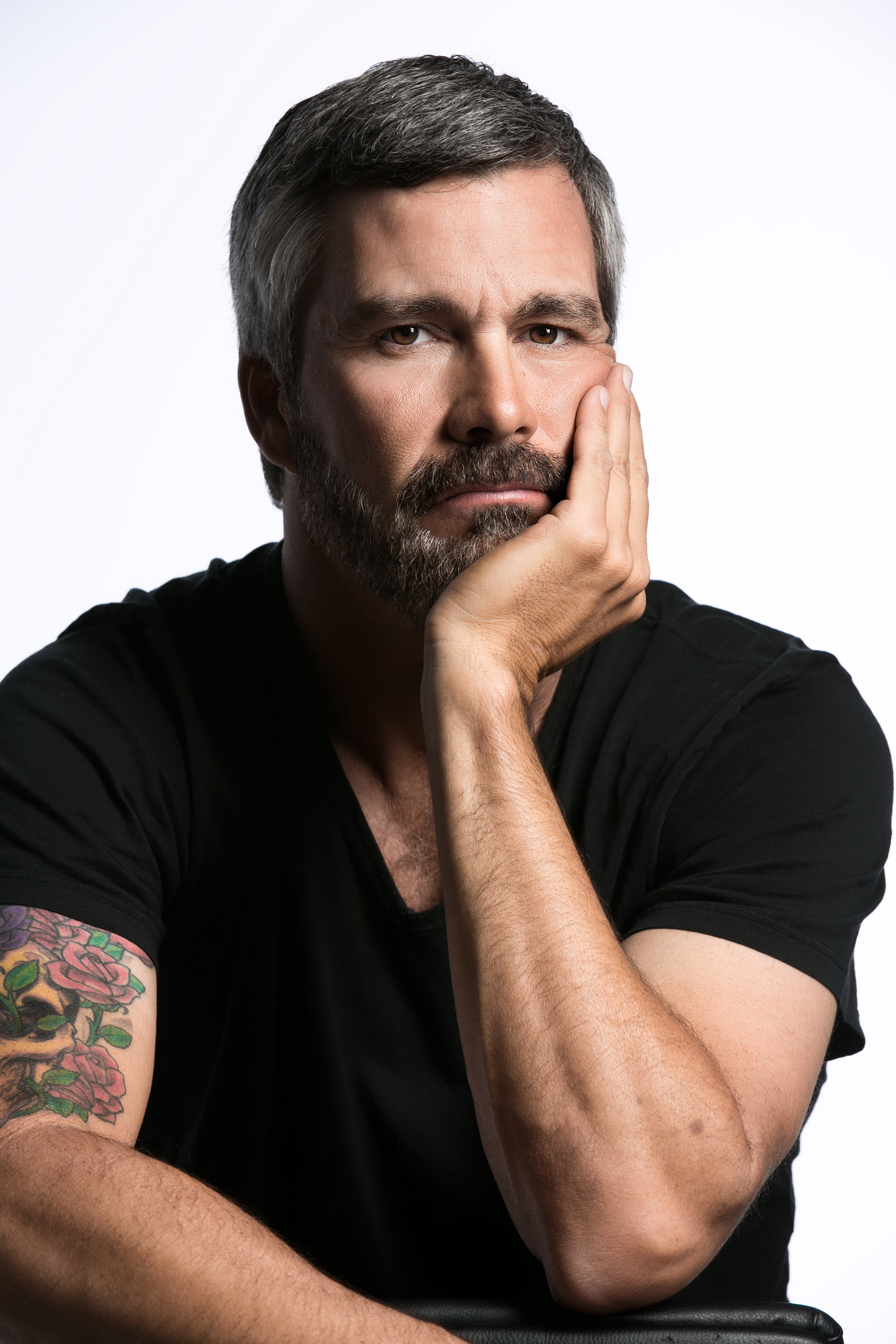
Cort McCown, 2014

Cort McCown (* 10. August 1964  in Tulsa, Oklahoma) ist ein US-amerikanischer Schauspieler.

## Karriere
Sein Filmdebüt gab Cort McCown 1985 in dem Erfolgsfilm Teen Wolf mit einer kleinen Rolle als einer von Michael J. Fox’ Basketball-Teamkollegen. Danach spielte er die Rolle des Quint in dem 1987 erschienenen erfolgreichen Teeniefilm Can’t Buy Me Love. 1989 hatte er Rollen in den Filmen Beverly Hills Brats und One Man Force sowie 1992 in der Horrorkomödie Auntie Lee’s Meat Pies mit Pat Morita.
Cort McCown trat auch in Fernsehsendungen wie Hunter, JAG – Im Auftrag der Ehre, Beverly Hills, 90210 und in den Seifenopern General Hospital und Schatten der Leidenschaft auf. 2010 kehrte er mit einer Rolle in der Sitcom The League zum Fernsehen zurück. Kürzlich drehte er einen Spielfilm mit den mit einem Sundance Award ausgezeichneten Barnes Brothers.
Zuletzt war er in der ABC-Sendung To Tell The Truth zu sehen. Cort McCown spielt auch in der neuesten Staffel von Arrested Development mit, die auf NETFLIX zu sehen ist.
2001 begann McCown als Stand-Up-Comedian auf Tournee zu gehen und trat als Vorgruppe für Künstler wie Andrew Dice Clay und Harland Williams auf. Er ist Stammgast in den Clubs The World Famous Comedy Store und The Ice House in Los Angeles.
2003 gründete McCown die Playboy Comedy Tour, die 9 Jahre lang im The Palms Hotel in Las Vegas stattfand und mehrere Male den Preis „Best of Las Vegas“ gewann. Er war auch der Moderator der Morning Show von Playboy Radio, als diese auf Sirius Satellite Radio lief.
McCown trat auch beim Wild West Comedy Festival in Nashville sowie beim renommierten Edinburgh Fringe Festival in der Show American…ish und beim Amsterdam International Comedy Festival auf sowie auf einer Tournee in England.
2015 trat McCown in Live at Gotham von AXS TV auf. Er tourt auch durch Clubs im ganzen Land und tritt dort als Stand-Up-Comedian auf.

## Filmografie
| Jahr | Titel                                       | Rolle                             | Bemerkungen              |
| ---- | ------------------------------------------- | --------------------------------- | ------------------------ |
| 1985 | Teen Wolf – Ein Werwolf kommt selten allein | Basketballspieler                 | nicht genannt            |
| 1987 | Can´t buy me love                           | Quint                             |                          |
| 1989 | Pomeriggio Caldo                            | Courtney (als Allen Cort)         |                          |
| 1989 | One Man Force – ein Mann wie ein Tank       | Junger Punk                       |                          |
| 1989 | Beverly Hills Brats                         | Bart                              |                          |
| 1989 | Shakka – Bestie der Tiefe                   | Allan (als Allen Cort)            |                          |
| 1990 | Desideri                                    | Luca Renosto (als Courtney Allen) |                          |
| 1990 | Hunter                                      | Joe Baker                         | Fernsehserie, eine Folge |
| 1992 | Auntie Lee's Meat Pies                      | Craig                             |                          |
| 1996 | J.A.G. – Im Auftrag der Ehre                |                                   | Fernsehserie, eine Folge |
| 1999 | Beverly Hills, 90210                        | Mike                              |                          |
| 2000 | Passions                                    | Robert                            | 3 Folgen                 |
| 2010 | The League                                  | Pit Boss Joe                      | eine Folge               |
| 2017 | Uncanny Valley, Oklahoma                    | Sheriff                           |                          |
| 2018 | Arrested Development                        | Mr. F #3                          | 2 Folgen                 |
| 2022 | A Christmas to Treasure                     | Chip Craig                        |                          |